# Capilla, Spanien
Capilla är en kommunhuvudort i Spanien.   Den ligger i provinsen Provincia de Badajoz och regionen Extremadura, i den centrala delen av landet, 210 km sydväst om huvudstaden Madrid. Capilla ligger 487 meter över havet och antalet invånare är 192.
Terrängen runt Capilla är huvudsakligen kuperad, men åt nordväst är den platt. Runt Capilla är det mycket glesbefolkat, med 5 invånare per kvadratkilometer. Närmaste större samhälle är Cabeza del Buey, 16,0 km sydväst om Capilla. Omgivningarna runt Capilla är huvudsakligen savann.